# Patrick Ryecart
Patrick Ryecart est un acteur britannique né le 9 mai 1952 à Warwickshire en Angleterre.

## Filmographie

### Cinéma
- 1977 : Un pont trop loin : le lieutenant allemand
- 1980 : Silver Dream Racer : Benson
- 1986 : Taï-Pan : Capitaine Glessing
- 1991 : Twenty-One : Jack
- 1998 : Parting Shots : Cleverley
- 2010 : Le Discours d'un roi : Lord Wigram
- 2011 : Showreel : Gilbert
- 2012 : Candle to Water : Cy
- 2016 : The Contract : Greg

### Télévision
- 1975 : The Goodies : Cowboy (1 épisode)
- 1976-1977 : The Cedar Tree : Klaus von Heynig (4 épisodes)
- 1976-1978 : The Many Wives of Patrick : David Woodford (20 épisodes)
- 1979 : My Son, My Son ! : Oliver Essex (6 épisodes)
- 1980-1981 : The Talisman : Sir Kenneth (9 épisodes)
- 1981 : Dick le rebelle : Fytton (3 épisodes)
- 1982 : Les Professionnels : Williams (1 épisode)
- 1984 : La Dame aux camélias, de Desmond Davis (téléfilm)
- 1984 : Pericles, prince de Tyr : Lysimaque
- 1985 : La Guerre de Jenny : Steinhardt (4 épisodes)
- 1986 : Doctor Who : Crozier (4 épisodes)
- 1987 : Casanova de Simon Langton (téléfilm)
- 1987 : Nancy Wake : Farmer (2 épisodes)
- 1991 : A Perfect Hero : Tim Holland (4 épisodes)
- 1992 : Les Aventures du jeune Indiana Jones : Karl Ier d'Autriche (1 épisode)
- 1991-1992 : Trainer : Hugo Latimer (13 épisodes)
- 1993 : Au cœur des ténèbres : De Griffe
- 1994 : Les Règles de l'art : Lord Dunwich (1 épisode)
- 1994-1995 : The High Life : Capitaine Hilary Duff (7 épisodes)
- 1995 : Tales of Mystery and Imagination : Bernard Bouvet (1 épisode)
- 1996-2013 : Hercule Poirot : Sir Anthony Morgan et Charles Arundell (2 épisodes)
- 1997 : Inspecteurs associés : Anton Davenant (1 épisode)
- 1997 : Rag Nymph : M. Crane-Bolder (3 épisodes)
- 1998 : La Dynastie des Carey-Lewis : Le Grand Retour : Tommy Mortimer (2 épisodes)
- 1999 : La Dynastie des Carey-Lewis : Nancherrow : Tommy Mortimer (2 épisodes)
- 2000 : Mon ami le fantôme : Posh man (1 épisode)
- 2000-2001 : Holby City : Ewan Littlewood (3 épisodes)
- 2005 : Jericho : Lord Masefield (1 épisode)
- 2010 : Les Arnaqueurs VIP : Sir Edmund Richardson (1 épisode)
- 2011 : Inspecteur Barnaby : Anthony Devereux (1 épisode)
- 2013 : Perfect Crime : Gavin de Souza (2 épisodes)
- 2015-2016 : Poldark : Sir Hugh Bodrugan (5 épisodes)
- 2016-2017 : The Crown : le duc de Norfolk (4 épisodes)